# Gianfrancesco da Tolmezzo
Gianfrancesco da Tolmezzo  ou Gian Francesco da Tolmezzo de son vrai nom Gianfranco del Zotto da Socchieve, (Socchieve ou Tolmezzo, v. 1450 - v. 1511) est un peintre italien de la première Renaissance.

## Biographie
Gianfrancesco da Tolmezzo fait partie avec un groupe de peintres de la « scuola Tolmezzina » qui opéra dans le Frioul et dans la Carnia dans la seconde moitié du XVe siècle et la première décennie du XVIe siècle. Son véritable nom est Gianfranco del Zotto da Socchieve, mais il signait ses travaux sous le nom Gian Francesco da Tolmezzo. Toutefois il avait une personnalité et un style bien différents des peintres Giovanni et Domenico da Tolmezzo.
La date de naissance de Gianfrancesco, fils du dénommé Oderico Daniele di Socchieve n'est pas certaine et les critiques la situent vers l'an 1450. Les documents attestent sa présence au Frioul et au Cadore de 1482 à 1510. Il a fait son apprentissage dans les ateliers de sa région natale au contact d'influences transalpines et italiques.
Les influences les plus visibles sont celles nordiques comme l'attestent les décorations gothiques, la vigueur expressive des visages et la manière d'entourer de rouge les personnages.
L'apogée de son art se retrouve dans les fresques de Provesano (1496), dont une Crucifixion qui recouvre l'entière paroi du fond qui met en évidence sa créativité et la qualité du résultat atteint.
Un autre travail intéressant se trouve en l'église San Lorenzo de Forni di Sotto (1504) où l'usage des tonalités chromatiques et la vivacité des miniatures donnent des résultats esthétiques remarquables.
Gianfrancesco qui est considéré comme un artiste exclusivement friulan est probablement mort vers l'an 1511, mais cette date n'est pas certaine parce-qu'elle se base uniquement sur le fait qu'il n'existe aucune réalisation de l'artiste après cette date.
Gianfrancesco da Tolmezzo a influencé Andrea Bellunello.
Bon nombre de ses réalisations sont perdues, néanmoins de nombreuses réalisations se trouvent dans les églises de San Nicolò di Comelico, de Provesano, Castel d'Aviano, Budoia, Pordenone, Cordenons, Vivaro, Forni di Sotto et di Sopra, Socchieve.

## Œuvres
- Fresques, presbytère de l'église San Antonio, Barnabeo
- Fresques, église San Martino, Socchieve
- Fresques, peintures et miniatures (1504), église San Lorenzo, Forni di Sotto,
- Dottori della Chiesa, Martirio di S. Lorenzo, Annunciazione e Santi, église San Lorenzo, Socchieve,
- Pala di San Martino, retable, Socchieve
- Madonna con Bambino e angeli musicanti, peinture sur bois, 82 × 54 cm, Gallerie dell'Accademia de Venise
- Adorazione dei Re Magi, peinture sur bois, Villa I Tatti, The Harvard University Center for Italian Renaissance Studies, Florence,
- Madonna con Bambino, peinture sur bois, Museo Piersanti, Matelica, Marches,
- Entrata di Cristo in Gerusalemme (1496-1497), fresque, église San Gregorio, Castello d'Aviano,

Église San Lorenzo, Provesano, San Giorgio della Richinvelda
- Flagellazione di Cristo (1496), fresque,
- Crucifixion (1496), fresque,

Église San Antonio Abate, Barbeano, Spilimbergo
- Giudizio Universale (1482-1489), fresque,
- David (1482-1489), fresque,
- Dottori della Chiesa, Evangelisti e profeti (1482-1489), fresque,

## Sources
- Voir liens externes